# 3-й Прибалтийский фронт
3-й Прибалти́йский фронт — войсковое объединение Красной армии в период Великой Отечественной войны.
Был образован директивой Ставки ВГК от 18 апреля 1944 года и расформирован 16 октября того же года. Принял участие в освобождении Прибалтики Красной армией летом и осенью 1944 года.

## История
В конце февраля — начале марта 1944 год силами 42-й, 54-й и 67-й армий Ленинградского фронта была совершена попытка прорыва линии «Пантера» в районе Псков — Остров, окончившаяся неудачей.
Для прорыва на этом участке директивой Ставки ВГК от 18 апреля из соединений левого (южного) крыла Ленинградского фронта был образован 3-й Прибалтийский фронт, командующим которым стал генерал-полковник Иван Масленников. В состав фронта первоначально вошли 42-я, 54-я, 67-я общевойсковые и 14-я воздушная армия. Полевое управление фронта было создано на базе управления 20-й армии.
В последующем в состав 3-го Прибалтийского фронта были включены также 61-я и 1-я ударная армии, 10-й танковый корпус и 2-я артиллерийская дивизия прорыва. Первоначально 3-му Прибалтийскому фронту поручалось лишь имитировать активность, отвлекая на себя силы вермахта, боевых заданий он не имел.
В составе группы армий «Север», оборонявшей северный участок линии «Пантера», тогда находились только 16-я и 18-я армии, а также армейская группа «Нарва». Своё наступление 3-й Прибалтийский фронт начал 17 июля на фронте 18-й армии юго-восточнее Псковского озера в направлении Остров — Псков и далее в направлении Валка. 19 июля войска 3-го Прибалтийского фронта форсировали реку Великую. Однако 18-й армии удалось отразить все попытки советских войск осуществить прорыв и к 20 июля постепенно отойти на рубеж «Даугавпилс» западнее Пскова. Утром 21 июля войска 3-го Прибалтийского фронта с юга вошли в Остров, и в течение дня с боями заняли ещё более 150 мелких населённых пунктов. 23 июля они освободили Псков, после чего 30—31 июля повели наступательные бои юго-западнее Пскова. В результате этого наступления Красная армия продвинулась в западном направлении на 50—130 км.
10 августа 3-й Прибалтийский фронт атаковал 28-й армейский корпус вермахта, находившийся на левом крыле 18-й армии, и прорвал Мариенбургскую линию обороны на участке Чудское озеро — Печоры — Алуксне. 13 августа части 3-го Прибалтийского фронта вошли в Выру. Затем фронт должен был отрезать соединения вермахта в Эстонии и Северной Латвии, для чего начал силами 1-й ударной, 67-й и 53-й армий наступление в северо-западном направлении. К 21 августа в районе железнодорожных станций Карула и Сангасте для наступления на Тарту были сосредоточены 10 стрелковых дивизий и 5 танковых соединений 3-го Прибалтийского фронта. 24 августа танковая группа Гиацинта графа Штрахвица предприняла ответное наступление в Та́мсе, которое однако не увенчалось успехом. 25 августа войскам 3-го Прибалтийского фронта удалось занять Тарту. В августе — начале сентября 1944 года войска 3-го Прибалтийского фронта, продвинулись в общей сложности на 100 км, заняв выгодное положение для удара во фланг армейской группе «Нарва».
15 сентября 3-й Прибалтийский фронт вместе с двумя другими Прибалтийскими фронтами, действовавшими южнее, перешёл в наступление на Ригу. Продвигаясь южнее Тарту вдоль железной дороги Псков — Рига, войска 3-го Прибалтийского фронта заставили отступить оборонявшуюся здесь 18-ю армию через Валга на юго-запад. 23 сентября 3-й Прибалтийский фронт занял город Валмиера и ещё более 80 других населённых пунктов, в том числе Кярстна, Мяэкюла, Суресильма, Чумпи, Ренцены, Яуниерцены и железнодорожные станции Пиксари и Саулэ. Затем 3-й Прибалтийский фронт перешёл к преследованию 18-й армии вермахта, отходившей на рубеж «Сигулда» в 60—80 км от Риги.
В ночь с 5 на 6 октября войска 2-го и 3-го Прибалтийских фронтов возобновили наступление на Ригу и в ходе преследования 18-й армии к 10 октября вышли на внешний оборонительный обвод города. 12 октября начались бои за Ригу. 13 октября войска 3-го Прибалтийского фронта заняли правобережную часть города, а 15 октября войска 2-го Прибалтийского фронта освободили его левобережную часть. Основным силам 18-й армии вермахта удалось уйти через Ригу на юго-запад.
После освобождения Риги на основании директивы Ставки ВГК от 16 октября 1944 года фронт был расформирован. Его полевое управление с фронтовыми частями и учреждениями и 54-й армией были выведены в резерв Ставки ВГК. Остальные войска были переданы в состав Ленинградского (67-я армия), 1-го Прибалтийского (61-я армия) и 2-го Прибалтийского (1-я ударная и 14-я воздушная армии) фронтов.

## Состав
- 1 мая 1944 года — 42-я армия, 54-я армия, 67-я армия, 14-я воздушная армия
- 1 июня 1944 года — 42-я армия, 54-я армия, 67-я армия, 14-я воздушная армия
- 1 июля 1944 года — 42-я армия, 54-я армия, 67-я армия, 14-я воздушная армия
- 1 августа 1944 года — 1-я ударная армия, 54-я армия, 67-я армия, 14-я воздушная армия
- 1 сентября 1944 года — 1-я ударная армия, 54-я армия, 67-я армия, Группа войск Северного боевого участка, 14-я воздушная армия
- 1 октября 1944 года — 1-я ударная армия, 54-я армия, 61-я армия, 67-я армия, 14-я воздушная армия

Части фронтового подчинения:
- 104 отдельный Тартусский[15] ордена Александра Невского[16] полк связи[17].

### Штрафные подразделения фронтового подчинения
- 14 отдельный штрафной батальон — сформирован на Ленинградском фронте, 18.04.1944 года перешёл в подчинение 3-му Прибалтийскому фронту, 16.10.1944 года, в связи с расформированием фронта, был выведен из состава действующей армии[18].

## Командование
Командующий
- Генерал-полковник, с июля 1944 года генерал армии Масленников И. И. (21 апреля — 16 октября 1944).

Командующий БТ и МВ
- Генерал-майор Колосов М. В. (21 апреля — 16 октября 1944)

Член Военного совета
- Генерал-лейтенант Рудаков М. В. (21 апреля — 16 октября 1944).

Начальник штаба
- Генерал-лейтенант Вашкевич В. Р. (21 апреля — 16 октября 1944).

Командующий артиллерией
- Генерал-полковник артиллерии Краснопевцев С.А. (май — 16 октября 1944)[19].

## Газета
Выходила газета «За Родину» («За честь Родины»)

Редакторы:
- полковник Кияшко Григорий Митрофанович (1904-?)
- полковник Чекулаев Дмитрий Александрович (1902—1987)
- подполковник Семенов Мануил Григорьевич (1914—1986)
- майор Петров М. А.

## Комментарии
1. ↑  Эстонские топонимы, оканчивающиеся на -а, не склоняются и не имеют женского рода (исключение — Нарва)